# Helina algonquina
Helina algonquina är en tvåvingeart som beskrevs av Malloch 1922. Helina algonquina ingår i släktet Helina och familjen husflugor. Inga underarter finns listade i Catalogue of Life.